# PlusLiga Kobiet (2008/2009)
PlusLiga Kobiet 2008/2009 – organizowane przez Profesjonalną Ligę Piłki Siatkowej SA (PLPS SA) zmagania najwyższej w hierarchii klasy żeńskich ligowych rozgrywek siatkarskich w Polsce, będących jednocześnie najwyższym szczeblem centralnym (I poziom ligowy). Toczone systemem kołowym z fazą play-off i play-out na zakończenie sezonu i przeznaczone dla 10 najlepszych polskich klubów piłki siatkowej. 73. edycja rozgrywek o tytuł Mistrzyń Polski, po raz 4. prowadzona w formie ligi zawodowej.

## System rozgrywek
- Etap I – dwurundowa faza zasadnicza, przeprowadzona w formule ligowej, systemem kołowym (tj. „każdy z każdym – mecz i rewanż”);
- Etap II – faza play-off (3 rundy).

## Drużyny uczestniczące
| \| \| Uczestnicy poprzedniej edycji \| \| \| \| --------------------------------------------------------------------------------------------------------------------------------------------------------------------------------- \| ----------------------------- \| ----- \| --- \| \| MUS \| Muszynianka Fakro Muszyna \| 1 \| LM \| \| PIŁ \| PTPS Farmutil Piła \| 2 \| LM \| \| KAL \| Calisia \| 3 \| \| \| BIE \| BKS Aluprof Bielsko-Biała \| 4 \| CEV \| \| DĄB \| MKS Dąbrowa Górnicza \| 5 \| \| \| GDA \| Gedania Żukowo \| 6 \| \| \| MIE \| Stal Mielec \| 8 \| \| \| BIA \| Pronar AZS Białystok \| 9 \| \| \| BYD \| Centrostal Bydgoszcz \| 10[1] \| \| \| \| Awans z I ligi \| \| \| \| WRO \| Impel Gwardia Wrocław \| 1 \| \| \| Oznaczenia: - kolumna pierwsza – skróty nazw drużyn wpisane na mapie (jeśli ta została zamieszczona), - kolumna trzecia – miejsce zajęte przez daną drużynę w poprzednim sezonie. \| \| \| \| | BIEWROKALMIEBYDPIŁDĄBBIAMUSGDA Lokalizacja klubów |    |     |
| | Uczestnicy poprzedniej edycji                     |    |     |
| MUS | Muszynianka Fakro Muszyna                         | 1  | LM  |
| PIŁ | PTPS Farmutil Piła                                | 2  | LM  |
| KAL | Calisia                                           | 3  |     |
| BIE | BKS Aluprof Bielsko-Biała                         | 4  | CEV |
| DĄB | MKS Dąbrowa Górnicza                              | 5  |     |
| GDA | Gedania Żukowo                                    | 6  |     |
| MIE | Stal Mielec                                       | 8  |     |
| BIA | Pronar AZS Białystok                              | 9  |     |
| BYD | Centrostal Bydgoszcz                              | 10 |     |
| | Awans z I ligi                                    |    |     |
| WRO | Impel Gwardia Wrocław                             | 1  |     |
| Oznaczenia: - kolumna pierwsza – skróty nazw drużyn wpisane na mapie (jeśli ta została zamieszczona), - kolumna trzecia – miejsce zajęte przez daną drużynę w poprzednim sezonie. |                                                   |    |     |

## Rozgrywki

### Faza zasadnicza

#### Tabela wyników
| Gospodarz \ Gość1         | BIE | MUS | PIŁ | BYD | DĄB | WRO | GDA | BIA | MIE | KAL |
| ------------------------- | --- | --- | --- | --- | --- | --- | --- | --- | --- | --- |
| BKS Aluprof Bielsko-Biała | -   | 3:2 | 3:1 | 3:0 | 3:0 | 3:1 | 3:0 | 3:1 | 3:0 | 3:1 |
| Muszynianka Muszyna       | 2:3 | -   | 3:2 | 3:0 | 3:0 | 3:2 | 3:0 | 3:0 | 3:0 | 3:1 |
| PTPS Farmutil Piła        | 2:3 | 3:1 | -   | 3:0 | 3:0 | 1:3 | 2:3 | 3:0 | 3:0 | 3:0 |
| Centrostal Bydgoszcz      | 1:3 | 2:3 | 2:3 | -   | 3:0 | 3:1 | 3:2 | 3:1 | 3:0 | 3:0 |
| MKS Dąbrowa Górnicza      | 1:3 | 0:3 | 3:0 | 3:1 | -   | 3:1 | 3:0 | 3:0 | 3:1 | 3:2 |
| Gwardia Wrocław           | 1:3 | 1:3 | 0:3 | 1:3 | 3:0 | -   | 3:0 | 2:3 | 2:3 | 3:1 |
| Gedania Żukowo            | 3:1 | 1:3 | 2:3 | 2:3 | 3:0 | 0:3 | -   | 2:3 | 3:0 | 3:0 |
| AZS Białystok             | 0:3 | 0:3 | 3:1 | 1:3 | 0:3 | 2:3 | 2:3 | -   | 3:0 | 3:2 |
| Stal Mielec               | 0:3 | 3:2 | 2:3 | 0:3 | 0:3 | 2:3 | 3:1 | 1:3 | -   | 3:2 |
| Calisia                   | 1:3 | 0:3 | 1:3 | 1:3 | 3:1 | 3:0 | 3:1 | 0:3 | 0:3 | -   |

Źródło: http://wyniki.siatka.org/ligi-polskie/2008-2009/liga-siatkowki-kobiet/runda-zasadnicza/all
1 Drużyna gospodarzy jest wymieniona po lewej stronie tabeli.
Kolory:
  zwycięstwo gospodarzy 3:0 lub 3:1
  zwycięstwo gospodarzy 3:2
  zwycięstwo gości 3:0 lub 3:1
  zwycięstwo gości 3:2

#### Terminarz i wyniki
|  |  | 1. kolejka |  |
|  |  | ---------- |  |

| 18.10. 2008 | MKS Dąbrowa Górnicza | 3:0 (25:15, 27:25, 25:22) | Gedania Żukowo |

| 18.10. 2008 | SSK Calisia Kalisz | 0:3 (18:25, 18:25, 17:25) | KPSK Stal Mielec |

| 18.10. 2008 | Pronar Zeto Astwa AZS Białystok | 3:1 (26:24, 16:25, 25:22, 25:21) | Farmutil Piła |

| 19.10. 2008 | KS Impel Gwardia Wrocław | 1:3 (26:24, 20:25, 14:25, 11:25) | Muszynianka Fakro Muszyna |

| 20.10. 2008 | BKS Aluprof Bielsko-Biała | 3:0 (25:15, 25:20, 25:13) | Centrostal Focus Park Bydgoszcz |

|  |  | 2. kolejka |  |
|  |  | ---------- |  |

| 24.10. 2008 | Centrostal Focus Park Bydgoszcz | 3:0 (30:28, 29:27, 25:21) | MKS Dąbrowa Górnicza |

| 26.10. 2008 | Pronar Zeto Astwa AZS Białystok | 3:2 (14:25, 25:15, 25:23, 21:25, 15:8) | SSK Calisia Kalisz |

| 26.10. 2008 | Muszynianka Fakro Muszyna | 3:2 (20:25, 25:19, 23:25, 25:18, 15:9) | Farmutil Piła |

| 27.10. 2008 | KPSK Stal Mielec | 0:3 (21:25, 22:25, 11:25) | BKS Aluprof Bielsko-Biała |

| 30.10. 2008 | KS Impel Gwardia Wrocław | 3:0 (25:19, 25:22, 25:14) | Gedania Żukowo |

|  |  | 3. kolejka |  |
|  |  | ---------- |  |

| 31.10. 2008 | SSK Calisia Kalisz | 0:3 (21:25, 21:25, 18:25) | Muszynianka Fakro Muszyna |

| 8.11. 2008 | Gedania Żukowo | 2:3 (25:23, 25:23, 17:25, 19:25, 10:15) | Centrostal Focus Park Bydgoszcz |

| 8.11. 2008 | Farmutil Piła | 1:3 (21:25, 25:20, 25:27, 17:25) | KS Impel Gwardia Wrocław |

| 8.11. 2008 | BKS Aluprof Bielsko-Biała | 3:1 (25:21, 25:14, 23:25, 25:19) | Pronar Zeto Astwa AZS Białystok |

| 10.11. 2008 | MKS Dąbrowa Górnicza | 3:1 (17:25, 26:24, 25:19, 25:11) | KPSK Stal Mielec |

|  |  | 4. kolejka |  |
|  |  | ---------- |  |

| 14.11. 2008 | Pronar Zeto Astwa AZS Białystok | 0:3 (14:25, 26:28, 22:25) | MKS Dąbrowa Górnicza |

| 15.11. 2008 | Muszynianka Fakro Muszyna | 2:3 (25:17, 20:25, 25:23, 23:25, 10:15) | BKS Aluprof Bielsko-Biała |

| 15.11. 2008 | KS Impel Gwardia Wrocław | 1:3 (25:19, 25:27, 19:25, 21:25) | Centrostal Focus Park Bydgoszcz |

| 15.11. 2008 | KPSK Stal Mielec | 3:1 (25:19, 22:25, 25:20, 27:25) | Gedania Żukowo |

| 15.11. 2008 | Farmutil Piła | 3:0 (25:22, 25:14, 25:23) | SSK Calisia Kalisz |

|  |  | 5. kolejka |  |
|  |  | ---------- |  |

| 21.11. 2008 | Centrostal Focus Park Bydgoszcz | 3:0 (25:17, 28:26, 25:14) | KPSK Stal Mielec |

| 22.11. 2008 | MKS Dąbrowa Górnicza | 0:3 (9:25, 21:25, 17:25) | Muszynianka Fakro Muszyna |

| 22.11. 2008 | Gedania Żukowo | 2:3 (19:25, 26:28, 25:23, 25:22, 13:15) | Pronar Zeto Astwa AZS Białystok |

| 22.11. 2008 | SSK Calisia Kalisz | 3:0 (26:24, 25:21, 25:21) | KS Impel Gwardia Wrocław |

| 23.11. 2008 | BKS Aluprof Bielsko-Biała | 3:1 (25:22, 25:15, 17:25, 25:21) | Farmutil Piła |

|  |  | 6. kolejka |  |
|  |  | ---------- |  |

| 26.11. 2008 | SSK Calisia Kalisz | 1:3 (25:17, 17:25, 21:25, 18:25) | BKS Aluprof Bielsko-Biała |

| 26.11. 2008 | Muszynianka Fakro Muszyna | 3:0 (25:19, 25:16, 25:22) | Gedania Żukowo |

| 26.11. 2008 | Pronar Zeto Astwa AZS Białystok | 1:3 (22:25, 19:25, 25:23, 15:25) | Centrostal Focus Park Bydgoszcz |

| 26.11. 2008 | KS Impel Gwardia Wrocław | 2:3 (25:12, 25:27, 17:25, 25:23, 12:15) | KPSK Stal Mielec |

| 27.11. 2008 | Farmutil Piła | 3:0 (25:22, 26:24, 25:23) | MKS Dąbrowa Górnicza |

|  |  | 7. kolejka |  |
|  |  | ---------- |  |

| 29.11. 2008 | BKS Aluprof Bielsko-Biała | 3:1 (29:31, 25:16, 25:23, 25:13) | KS Impel Gwardia Wrocław |

| 29.11. 2008 | Gedania Żukowo | 2:3 (25:23, 23:25, 25:20, 20:25, 11:15) | Farmutil Piła |

| 29.11. 2008 | Muszynianka Fakro Muszyna | 3:0 (25:18, 25:19, 25:22) | Centrostal Focus Park Bydgoszcz |

| 29.11. 2008 | KPSK Stal Mielec | 1:3 (13:25, 15:25, 25:14, 14:25) | Pronar Zeto Astwa AZS Białystok |

| 3.12. 2008 | MKS Dąbrowa Górnicza | 3:2 (21:25, 25:22, 25:18, 19:25, 15:7) | SSK Calisia Kalisz |

|  |  | 8. kolejka |  |
|  |  | ---------- |  |

| 6.12. 2008 | Farmutil Piła | 3:0 (25:21, 25:21, 25:22) | Centrostal Focus Park Bydgoszcz |

| 6.12. 2008 | Muszynianka Fakro Muszyna | 3:0 (25:12, 25:23, 25:21) | KPSK Stal Mielec |

| 6.12. 2008 | BKS Aluprof Bielsko-Biała | 3:0 (25:16, 25:18, 25:20) | MKS Dąbrowa Górnicza |

| 7.12. 2008 | KS Impel Gwardia Wrocław | 2:3 (25:15, 18:25, 17:25, 25:20, 11:15) | Pronar Zeto Astwa AZS Białystok |

| 8.12. 2008 | SSK Calisia Kalisz | 3:1 (15:25, 25:20, 25:22, 25:23) | Gedania Żukowo |

|  |  | 9. kolejka |  |
|  |  | ---------- |  |

| 12.12. 2008 | MKS Dąbrowa Górnicza | 3:1 (25:15, 24:26, 25:21, 25:14) | KS Impel Gwardia Wrocław |

| 13.12. 2008 | BKS Aluprof Bielsko-Biała | 3:0 (25:16, 25:17, 25:22) | Gedania Żukowo |

| 13.12. 2008 | Centrostal Focus Park Bydgoszcz | 3:0 (25:19, 25:19, 25:23) | SSK Calisia Kalisz |

| 14.12. 2008 | Farmutil Piła | 3:0 (25:9, 25:17, 25:16) | KPSK Stal Mielec |

| 15.12. 2008 | Pronar Zeto Astwa AZS Białystok | 0:3 (16:25, 20:25, 22:25) | Muszynianka Fakro Muszyna |

|  |  | 10. kolejka |  |
|  |  | ----------- |  |

| 20.12. 2008 | Muszynianka Fakro Muszyna | 3:2 (25:23, 18:25, 23:25, 25:16, 15:7) | KS Impel Gwardia Wrocław |

| 20.12. 2008 | KPSK Stal Mielec | 3:2 (25:18, 25:12, 12:25, 23:25, 15:11) | SSK Calisia Kalisz |

| 20.12. 2008 | Gedania Żukowo | 3:0 (25:20, 25:15, 25:15) | MKS Dąbrowa Górnicza |

| 20.12. 2008 | Farmutil Piła | 3:0 (25:18, 25:20, 25:16) | Pronar Zeto Astwa AZS Białystok |

| 20.12. 2008 | Centrostal Focus Park Bydgoszcz | 1:3 (16:25, 25:20, 27:29, 17:25) | BKS Aluprof Bielsko-Biała |

|  |  | 11. kolejka |  |
|  |  | ----------- |  |

| 10.01. 2009 | Gedania Żukowo | 0:3 (10:25, 16:25, 14:25) | KS Impel Gwardia Wrocław |

| 10.01. 2009 | BKS Aluprof Bielsko-Biała | 3:0 (25:20, 25:19, 25:14) | KPSK Stal Mielec |

| 10.01. 2009 | SSK Calisia Kalisz | 0:3 (24:26, 19:25, 22:25) | Pronar Zeto Astwa AZS Białystok |

| 11.01. 2009 | Farmutil Piła | 3:1 (22:25, 25:19, 25:15, 25:22) | Muszynianka Fakro Muszyna |

| 12.01. 2009 | MKS Dąbrowa Górnicza | 3:1 (25:20, 25:27, 25:14, 25:15) | Centrostal Focus Park Bydgoszcz |

|  |  | 12. kolejka |  |
|  |  | ----------- |  |

| 16.01. 2009 | Pronar Zeto Astwa AZS Białystok | 0:3 (22:25, 20:25, 20:25) | BKS Aluprof Bielsko-Biała |

| 17.01. 2009 | KS Impel Gwardia Wrocław | 0:3 (22:25, 18:25, 18:25) | Farmutil Piła |

| 17.01. 2009 | Muszynianka Fakro Muszyna | 3:1 (25:21, 21:25, 25:18, 25:19) | SSK Calisia Kalisz |

| 18.01. 2009 | Centrostal Focus Park Bydgoszcz | 3:2 (25:17, 17:25, 14:25, 25:23, 15:10) | Gedania Żukowo |

| 19.01. 2009 | KPSK Stal Mielec | 0:3 (16:25, 21:25, 11:25) | MKS Dąbrowa Górnicza |

|  |  | 13. kolejka |  |
|  |  | ----------- |  |

| 24.01. 2009 | Centrostal Focus Park Bydgoszcz | 3:1 (27:25, 26:28, 25:18, 25:18) | KS Impel Gwardia Wrocław |

| 24.01. 2009 | BKS Aluprof Bielsko-Biała | 3:2 (26:28, 25:21, 15:25, 25:16, 15:12) | Muszynianka Fakro Muszyna |

| 24.01. 2009 | Gedania Żukowo | 3:0 (31:29, 25:19, 25:20) | KPSK Stal Mielec |

| 25.01. 2009 | MKS Dąbrowa Górnicza | 3:0 (25:18, 25:22, 25:20) | Pronar Zeto Astwa AZS Białystok |

| 26.01. 2009 | SSK Calisia Kalisz | 1:3 (25:27, 14:25, 25:21, 20:25) | Farmutil Piła |

|  |  | 14. kolejka |  |
|  |  | ----------- |  |

| 31.01. 2009 | KS Impel Gwardia Wrocław | 3:1 (25:19, 25:22, 13:25, 25:23) | SSK Calisia Kalisz |

| 31.01. 2009 | Muszynianka Fakro Muszyna | 3:0 (25:17, 25:23, 25:19) | MKS Dąbrowa Górnicza |

| 31.01. 2009 | KPSK Stal Mielec | 0:3 (14:25, 19:25, 17:25) | Centrostal Focus Park Bydgoszcz |

| 1.02. 2009 | Farmutil Piła | 2:3 (23:25, 12:25, 25:23, 25:18, 11:15) | BKS Aluprof Bielsko-Biała |

| 2.02. 2009 | Pronar Zeto Astwa AZS Białystok | 2:3 (25:19, 25:21, 21:25, 19:25, 10:15) | Gedania Żukowo |

|  |  | 15. kolejka |  |
|  |  | ----------- |  |

| 7.02. 2009 | KPSK Stal Mielec | 2:3 (25:27, 24:26, 25:15, 25:18, 7:15) | KS Impel Gwardia Wrocław |

| 7.02. 2009 | Gedania Żukowo | 1:3 (17:25, 19:25, 25:14, 18:25) | Muszynianka Fakro Muszyna |

| 7.02. 2009 | Centrostal Focus Park Bydgoszcz | 3:1 (25:20, 14:25, 25:16, 25:18) | Pronar Zeto Astwa AZS Białystok |

| 7.02. 2009 | MKS Dąbrowa Górnicza | 3:0 (25:22, 28:26, 25:19) | Farmutil Piła |

| 7.02. 2009 | BKS Aluprof Bielsko-Biała | 3:1 (26:24, 25:20, 22:25, 25:18) | SSK Calisia Kalisz |

|  |  | 16. kolejka |  |
|  |  | ----------- |  |

| 14.02. 2009 | Pronar Zeto Astwa AZS Białystok | 3:0 (25:20, 25:21, 25:20) | KPSK Stal Mielec |

| 15.02. 2009 | SSK Calisia Kalisz | 3:1 (28:26, 25:16, 13:25, 25:18) | MKS Dąbrowa Górnicza |

| 15.02. 2009 | Farmutil Piła | 2:3 (25:20, 24:26, 25:19, 16:25, 9:15) | Gedania Żukowo |

| 15.02. 2009 | Centrostal Focus Park Bydgoszcz | 2:3 (22:25, 28:26, 25:16, 23:25, 13:15) | Muszynianka Fakro Muszyna |

| 16.02. 2009 | KS Impel Gwardia Wrocław | 1:3 (25:19, 26:28, 12:25, 18:25) | BKS Aluprof Bielsko-Biała |

|  |  | 17. kolejka |  |
|  |  | ----------- |  |

| 22.02. 2009 | Pronar Zeto Astwa AZS Białystok | 2:3 (22:25, 20:25, 25:22, 25:18, 14:16) | KS Impel Gwardia Wrocław |

| 22.02. 2009 | Gedania Żukowo | 3:0 (25:14, 25:19, 25:23) | SSK Calisia Kalisz |

| 22.02. 2009 | Centrostal Focus Park Bydgoszcz | 2:3 (25:23, 28:30, 12:25, 25:20, 13:15) | Farmutil Piła |

| 22.02. 2009 | KPSK Stal Mielec | 3:2 (25:22, 29:30, 25:21, 16:25, 16:14) | Muszynianka Fakro Muszyna |

| 22.02. 2009 | MKS Dąbrowa Górnicza | 1:3 (15:25, 19:25, 25:16, 18:25) | BKS Aluprof Bielsko-Biała |

|  |  | 18. kolejka |  |
|  |  | ----------- |  |

| 1.03. 2009 | KS Impel Gwardia Wrocław | 3:0 (25:12, 25:18, 25:20) | MKS Dąbrowa Górnicza |

| 1.03. 2009 | Gedania Żukowo | 3:1 (14:25, 25:19, 25:15, 25:16) | BKS Aluprof Bielsko-Biała |

| 1.03. 2009 | SSK Calisia Kalisz | 1:3 (27:29, 27:25, 19:25, 18:25) | Centrostal Focus Park Bydgoszcz |

| 1.03. 2009 | KPSK Stal Mielec | 2:3 (24:26, 25:23, 26:28, 25:22, 12:15) | Farmutil Piła |

| 1.03. 2009 | Muszynianka Fakro Muszyna | 3:0 (25:17, 25:18, 25:17) | Pronar Zeto Astwa AZS Białystok |

#### Tabela
| Lp. | Drużyna                   | Pkt | Mecze | Mecze | Mecze | Rodzaj wyniku | Rodzaj wyniku | Rodzaj wyniku | Rodzaj wyniku | Rodzaj wyniku | Rodzaj wyniku | Sety | Sety | Sety  | Małe punkty | Małe punkty | Małe punkty |
| Lp. | Drużyna                   | Pkt | M     | W     | P     | 3:0           | 3:1           | 3:2           | 2:3           | 1:3           | 0:3           | wyg. | prz. | stos. | zdob.       | str.        | stos.       |
| --- | ------------------------- | --- | ----- | ----- | ----- | ------------- | ------------- | ------------- | ------------- | ------------- | ------------- | ---- | ---- | ----- | ----------- | ----------- | ----------- |
| 1   | BKS Aluprof Bielsko-Biała | 48  | 18    | 17    | 1     | 6             | 8             | 3             | 0             | 1             | 0             | 52   | 17   | 3.06  | 1613        | 1372        | 1.18        |
| 2   | Muszynianka Fakro Muszyna | 42  | 18    | 14    | 4     | 8             | 3             | 3             | 3             | 1             | 0             | 49   | 21   | 2.33  | 1603        | 1398        | 1.15        |
| 3   | PTPS Farmutil Piła        | 33  | 18    | 11    | 7     | 6             | 2             | 3             | 3             | 3             | 1             | 42   | 29   | 1.45  | 1602        | 1508        | 1.06        |
| 4   | Centrostal Bydgoszcz      | 33  | 18    | 11    | 7     | 4             | 5             | 2             | 2             | 2             | 3             | 39   | 30   | 1.3   | 1551        | 1514        | 1.02        |
| 5   | MKS Dąbrowa Górnicza      | 26  | 18    | 9     | 9     | 5             | 3             | 1             | 0             | 2             | 7             | 29   | 32   | 0.91  | 1347        | 1344        | 1           |
| 6   | Impel Gwardia Wrocław     | 22  | 18    | 7     | 11    | 3             | 2             | 2             | 3             | 6             | 2             | 33   | 39   | 0.85  | 1527        | 1591        | 0.96        |
| 7   | Gedania Żukowo            | 20  | 18    | 6     | 12    | 3             | 1             | 2             | 4             | 3             | 5             | 29   | 41   | 0.71  | 1465        | 1531        | 0.96        |
| 8   | Pronar AZS Białystok      | 20  | 18    | 7     | 11    | 2             | 2             | 3             | 2             | 3             | 6             | 28   | 41   | 0.68  | 1438        | 1534        | 0.94        |
| 9   | Stal Mielec               | 14  | 18    | 5     | 13    | 1             | 1             | 3             | 2             | 2             | 9             | 21   | 46   | 0.46  | 1339        | 1530        | 0.88        |
| 10  | Calisia                   | 12  | 18    | 3     | 15    | 1             | 2             | 0             | 3             | 6             | 6             | 21   | 47   | 0.45  | 1410        | 1573        | 0.9         |

Źródło: http://wyniki.siatka.org/ligi-polskie/2008-2009/liga-siatkowki-kobiet/runda-zasadnicza/all
Punktacja: 3:0 i 3:1 – 3 pkt; 3:2 – 2 pkt; 2:3 – 1 pkt; 1:3 i 0:3 – 0 pkt
Zasady ustalania kolejności: 1. liczba punktów; 2. stosunek setów; 3. stosunek małych punktów; 4. bilans w bezpośrednich meczach
     play-off
     play-out

### Play-off

#### I runda
(do 3 zwycięstw)
| Data       | Drużyna 1             | Wynik | Drużyna 2             | Sety                              |
| ---------- | --------------------- | ----- | --------------------- | --------------------------------- |
| 2009-03-06 | Aluprof Bielsko-Biała | 3:0   | AZS Białystok         | 25:16, 25:17, 25:16               |
| 2009-03-07 | Aluprof Bielsko-Biała | 3:0   | AZS Białystok         | 25:21, 25:19, 25:18               |
| 2009-03-21 | AZS Białystok         | 1:3   | Aluprof Bielsko-Biała | 8:25, 22:25, 25:23, 9:25          |
|            |                       |       |                       |                                   |
| 2009-03-08 | Muszynianka Muszyna   | 3:0   | Gedania Żukowo        | 28:26, 25:15, 25:22               |
| 2009-03-21 | Gedania Żukowo        | 2:3   | Muszynianka Muszyna   | 25:15, 25:22, 17:25, 17:25, 16:18 |
| 2009-03-22 | Gedania Żukowo        | 0:3   | Muszynianka Muszyna   | 23:25, 16:25, 10:25               |
|            |                       |       |                       |                                   |
| 2009-03-07 | Farmutil Piła         | 3:0   | Gwardia Wrocław       | 25:19, 26:24, 25:20               |
| 2009-03-08 | Farmutil Piła         | 3:1   | Gwardia Wrocław       | 25:21, 27:29, 25:20, 25:16        |
| 2009-03-23 | Gwardia Wrocław       | 0:3   | Farmutil Piła         | 16:25, 19:25, 10:25               |
|            |                       |       |                       |                                   |
| 2009-03-08 | Centrostal Bydgoszcz  | 3:1   | MKS Dąbrowa Górnicza  | 23:25, 25:18, 31:29, 25:22        |
| 2009-03-09 | Centrostal Bydgoszcz  | 3:2   | MKS Dąbrowa Górnicza  | 19:25, 25:13, 28:26, 14:25, 15:10 |
| 2009-03-21 | MKS Dąbrowa Górnicza  | 3:1   | Centrostal Bydgoszcz  | 18:25, 25:23, 25:19, 25:23        |
| 2009-03-22 | MKS Dąbrowa Górnicza  | 0:3   | Centrostal Bydgoszcz  | 20:25, 19:25, 21:25               |

#### II runda
Mecze o miejsca 1-4

(do 3 zwycięstw)
| Data       | Drużyna 1             | Wynik | Drużyna 2             | Sety                              |
| ---------- | --------------------- | ----- | --------------------- | --------------------------------- |
| 2009-03-29 | Aluprof Bielsko-Biała | 3:0   | Centrostal Bydgoszcz  | 25:16, 25:13, 26:24               |
| 2009-03-30 | Aluprof Bielsko-Biała | 3:0   | Centrostal Bydgoszcz  | 25:23, 25:20, 25:21               |
| 2009-04-02 | Centrostal Bydgoszcz  | 0:3   | Aluprof Bielsko-Biała | 20:25, 17:25, 20:25               |
|            |                       |       |                       |                                   |
| 2009-03-28 | Muszynianka Muszyna   | 3:2   | Farmutil Piła         | 21:25, 25:17, 25:20, 20:25, 15:13 |
| 2009-03-29 | Muszynianka Muszyna   | 2:3   | Farmutil Piła         | 28:26, 21:25, 23:25, 25:13, 5:15  |
| 2009-04-03 | Farmutil Piła         | 0:3   | Muszynianka Muszyna   | 20:25, 23:25, 14:25               |
| 2009-04-04 | Farmutil Piła         | 2:3   | Muszynianka Muszyna   | 29:27, 25:18, 11:25, 21:25, 19:21 |

Mecze o miejsca 5-8

(do 2 zwycięstw)
| Data       | Drużyna 1            | Wynik | Drużyna 2            | Sety                              |
| ---------- | -------------------- | ----- | -------------------- | --------------------------------- |
| 2009-03-28 | AZS Białystok        | 3:0   | MKS Dąbrowa Górnicza | 27:25, 25:12, 25:16               |
| 2009-04-06 | MKS Dąbrowa Górnicza | 3:0   | AZS Białystok        | 25:17, 25:18, 25:22               |
| 2009-04-07 | MKS Dąbrowa Górnicza | 3:1   | AZS Białystok        | 25:22, 25:20, 21:25, 25:18        |
|            |                      |       |                      |                                   |
| 2009-03-28 | Gedania Żukowo       | 3:1   | Gwardia Wrocław      | 25:19, 21:25, 25:22, 25:19        |
| 2009-04-04 | Gwardia Wrocław      | 3:2   | Gedania Żukowo       | 15:25, 25:18, 25:20, 26:28, 15:12 |
| 2009-04-05 | Gwardia Wrocław      | 3:1   | Gedania Żukowo       | 23:25, 25:19, 25:17, 25:20        |

#### III runda
Mecze o 7. miejsce 

(do 2 zwycięstw)
| Data       | Drużyna 1      | Wynik | Drużyna 2      | Sety                       |
| ---------- | -------------- | ----- | -------------- | -------------------------- |
| 2009-04-17 | AZS Białystok  | 3:0   | Gedania Żukowo | 25:16, 31:29, 25:19        |
| 2009-04-19 | Gedania Żukowo | 3:1   | AZS Białystok  | 17:25, 25:19, 25:17, 27:25 |
| 2009-04-20 | Gedania Żukowo | 1:3   | AZS Białystok  | 18:25, 25:21, 20:25, 18:25 |

Mecze o 5. miejsce 

(do 2 zwycięstw)
| Data       | Drużyna 1            | Wynik | Drużyna 2            | Sety                              |
| ---------- | -------------------- | ----- | -------------------- | --------------------------------- |
| 2009-04-18 | Gwardia Wrocław      | 3:2   | MKS Dąbrowa Górnicza | 26:24, 14:25, 25:20, 21:25, 15:12 |
| 2009-04-25 | MKS Dąbrowa Górnicza | 3:0   | Gwardia Wrocław      | 25:20, 28:26, 25:13               |
| 2009-04-26 | MKS Dąbrowa Górnicza | 3:0   | Gwardia Wrocław      | 25:19, 26:24, 25:16               |

##### Mecze o 3. miejsce
(do 3 zwycięstw)
| Data       | Drużyna 1            | Wynik | Drużyna 2            | Sety                       |
| ---------- | -------------------- | ----- | -------------------- | -------------------------- |
| 2009-04-18 | Farmutil Piła        | 3:0   | Centrostal Bydgoszcz | 25:18, 25:21, 26:24        |
| 2009-04-19 | Farmutil Piła        | 3:0   | Centrostal Bydgoszcz | 25:20, 25:23, 25:23        |
| 2009-04-25 | Centrostal Bydgoszcz | 1:3   | Farmutil Piła        | 25:23, 16:25, 28:30, 21:25 |

##### Finał
(do 3 zwycięstw)
| Data       | Drużyna 1             | Wynik | Drużyna 2             | Sety                              |
| ---------- | --------------------- | ----- | --------------------- | --------------------------------- |
| 2009-04-19 | Aluprof Bielsko-Biała | 2:3   | Muszynianka Muszyna   | 25:27, 22:25, 25:16, 25:13, 11:15 |
| 2009-04-20 | Aluprof Bielsko-Biała | 2:3   | Muszynianka Muszyna   | 21:25, 23:25, 25:22, 25:16, 9:15  |
| 2009-04-26 | Muszynianka Muszyna   | 3:2   | Aluprof Bielsko-Biała | 20:25, 25:23, 19:25, 27:25, 15:11 |

### Play-out
(do 4 zwycięstw)
| Data       | Drużyna 1   | Wynik | Drużyna 2   | Sety                              |
| ---------- | ----------- | ----- | ----------- | --------------------------------- |
| 2009-03-07 | Stal Mielec | 3:1   | Calisia     | 25:18, 25:20, 24:26, 25:13        |
| 2009-03-24 | Calisia     | 0:3   | Stal Mielec | 20:25, 18:25, 21:25               |
| 2009-03-28 | Stal Mielec | 3:2   | Calisia     | 25:21, 25:23, 20:25, 20:25, 16:14 |
| 2009-03-29 | Stal Mielec | 1:3   | Calisia     | 17:25, 18:25, 25:15, 21:25        |
| 2009-04-06 | Calisia     | 1:3   | Stal Mielec | 22:25, 20:25, 26:24, 15:25        |

### Baraż o LSK
(do 3 zwycięstw)
| Data       | Drużyna 1      | Wynik | Drużyna 2      | Sety                              |
| ---------- | -------------- | ----- | -------------- | --------------------------------- |
| 2009-04-18 | Stal Mielec    | 3:2   | Piast Szczecin | 21:25, 22:25, 25:21, 25:20, 15:10 |
| 2009-04-19 | Stal Mielec    | 3:0   | Piast Szczecin | 25:15, 25:18, 25:16               |
| 2009-04-25 | Piast Szczecin | 2:3   | Stal Mielec    | 31:33, 21:25, 25:23, 28:26, 13:15 |

## Klasyfikacja końcowa
| Lp. | Drużyna                   |
| --- | ------------------------- |
| 1   | Muszynianka Fakro Muszyna |
| 2   | BKS Aluprof Bielsko-Biała |
| 3   | PTPS Farmutil Piła        |
| 4   | Centrostal Bydgoszcz      |
| 5   | MKS Dąbrowa Górnicza      |
| 6   | Impel Gwardia Wrocław     |
| 7   | Pronar AZS Białystok      |
| 8   | Gedania Żukowo            |
| 9   | Stal Mielec               |
| 10  | Calisia                   |

     Liga Mistrzyń
     Puchar CEV
     Puchar Challenge
     baraż z 2. zespołem I ligi
     spadek do I ligi

## Składy
| Numer | Nazwisko            | Wzrost    | Pozycja      |
| ----- | ------------------- | --------- | ------------ |
| 1     | Izabela Bełcik      | 185       | rozgrywająca |
| 2     | Mariola Zenik       | 174       | libero       |
| 3     | Joanna Kaczor       | 192       | atakująca    |
| 4     | Dorota Pykosz       | 182       | środkowa     |
| 5     | Kamila Frątczak     | 191       | atakująca    |
| 7     | Monika Targosz      | 182       | przyjmująca  |
| 9     | Agnieszka Śrutowska | 178       | rozgrywająca |
| 10    | Joanna Mirek        | 186       | przyjmująca  |
| 11    | Sylwia Pycia        | 189       | środkowa     |
| 13    | Milena Rosner       | 180       | przyjmująca  |
| 16    | Aleksandra Przybysz | 180       | przyjmująca  |
| 17    | Ivana Plchotova     | 192       | środkowa     |
|       | Bogdan Serwiński    | I trener  | I trener     |
|       | Ryszard Litwin      | II trener | II trener    |

| Numer | Nazwisko                   | Wzrost    | Pozycja      |
| ----- | -------------------------- | --------- | ------------ |
| 1     | Joanna Frąckowiak          | 183       | przyjmująca  |
| 2     | Klaudia Kaczorowska        | 183       | przyjmująca  |
| 3     | Gabriela Wojtowicz         | 200       | atakująca    |
| 4     | Ewa Kasprów                | 188       | rozgrywająca |
| 6     | Agnieszka Bednarek         | 185       | środkowa     |
| 7     | Milena Sadurek-Mikołajczyk | 179       | rozgrywająca |
| 8     | Edyta Kucharska            | 181       | środkowa     |
| 9     | Elena Hendzel              | 193       | przyjmująca  |
| 10    | Urszula Bejga              | 197       | środkowa     |
| 11    | Michela Teixeira           | 176       | libero       |
| 12    | Agnieszka Kosmatka         | 188       | skrzydłowa   |
| 13    | Paulina Maj                | 166       | libero       |
|       | Jerzy Matlak               | I trener  | I trener     |
|       | Adam Grabowski             | II trener | II trener    |

| Numer | Nazwisko             | Wzrost   | Pozycja      |
| ----- | -------------------- | -------- | ------------ |
| 3     | Anna Woźniakowska    | 182      | przyjmująca  |
| 4     | Anita Chojnacka      | 184      | atakująca    |
| 5     | Ewelina Toborek      | 183      | środkowa     |
| 6     | Dominika Sieradzan   | 180      | przyjmująca  |
| 7     | Magdalena Wawrzyniak | 185      | atakująca    |
| 8     | Katarzyna Wawrzyniak | 177      | rozgrywająca |
| 9     | Sylwia Wojcieska     | 194      | środkowa     |
| 10    | Magdalena Godos      | 181      | rozgrywająca |
| 11    | Marta Kuehn-Jarek    | 167      | libero       |
| 12    | Masami Tanaka        | 178      | przyjmująca  |
|       | Mariusz Pieczonka    | I trener | I trener     |

| Numer | Nazwisko              | Wzrost    | Pozycja      |
| ----- | --------------------- | --------- | ------------ |
| 1     | Dominika Kuczyńska    | 196       | –            |
| 2     | Ewa Kowalkowska       | 182       | atakująca    |
| 3     | Katarzyna Mróz        | 194       | –            |
| 4     | Kinga Zielińska       | 186       | –            |
| 5     | Tatiana Hardzejewa    | 186       | –            |
| 6     | Justyna Łunkiewicz    | 181       | rozgrywająca |
| 8     | Agata Skiba           | 184       | –            |
| 9     | Izabela Kasprzyk      | 182       | –            |
| 10    | Joanna Kuligowska     | 180       | przyjmująca  |
| 11    | Katarzyna Wysocka     | 182       | libero       |
| 12    | Monika Naczk          | 187       | środkowa     |
| 13    | Monika Smák           | 173       | –            |
| 15    | Małgorzata Kolanowska | 169       | –            |
|       | Piotr Makowski        | I trener  | I trener     |
|       | Rafał Gąsior          | II trener | II trener    |

| Numer | Nazwisko              | Wzrost    | Pozycja      |
| ----- | --------------------- | --------- | ------------ |
| 1     | Anna Barańska         | 178       | przyjmująca  |
| 2     | Eleonora Dziękiewicz  | 185       | środkowa     |
| 3     | Karolina Ciaszkiewicz | 183       | skrzydłowa   |
| 5     | Helena Horka          | 190       | atakująca    |
| 6     | Iwona Waligóra        | 184       | skrzydłowa   |
| 7     | Berenika Tomsia       | 188       | środkowa     |
| 8     | Katarzyna Skorupa     | 183       | rozgrywająca |
| 9     | Agata Sawicka         | 181       | libero       |
| 10    | Jolanta Studzienna    | 185       | środkowa     |
| 11    | Anna Kaczmar          | 181       | rozgrywająca |
| 12    | Natalia Bamber        | 186       | skrzydłowa   |
| 15    | Katarzyna Gajgał      | 190       | środkowa     |
|       | Igor Prielożny        | I trener  | I trener     |
|       | Mariusz Wiktorowicz   | II trener | II trener    |

| Numer | Nazwisko                  | Wzrost    | Pozycja      |
| ----- | ------------------------- | --------- | ------------ |
| 1     | Katarzyna Wysocka         | 184       | środkowa     |
| 2     | Marzena Wilczyńska        | 180       | przyjmująca  |
| 3     | Aleksandra Liniarska      | 188       | środkowa     |
| 4     | Małgorzata Cieśla         | 188       | skrzydłowa   |
| 5     | Magdalena Sadowska        | 184       | atakująca    |
| 6     | Joanna Staniucha-Szczurek | 184       | przyjmująca  |
| 7     | Ewa Matyjaszek            | 177       | rozgrywająca |
| 8     | Ewelina Sieczka           | 182       | atakująca    |
| 9     | Małgorzata Lis            | 185       | środkowa     |
| 10    | Krystyna Tkaczewska       | 166       | libero       |
| 11    | Magdalena Śliwa           | 174       | rozgrywająca |
| 12    | Beata Strządała           | 190       | przyjmująca  |
|       | Waldemar Kawka            | I trener  | I trener     |
|       | Leszek Rus                | II trener | II trener    |

| Numer | Nazwisko                  | Wzrost    | Pozycja      |
| ----- | ------------------------- | --------- | ------------ |
| 1     | Agata Karczmarzewska-Pura | 188       | przyjmująca  |
| 2     | Anna Manikowska           | 176       | rozgrywająca |
| 3     | Marlena Mieszała          | 188       | środkowa     |
| 4     | Katarina Truchanova       | 181       | przyjmująca  |
| 5     | Joanna Szeszko            | 182       | przyjmująca  |
| 6     | Katarzyna Kalinowska      | 186       | środkowa     |
| 7     | Katarzyna Walawender      | 178       | przyjmująca  |
| 8     | Magdalena Saad            | 168       | libero       |
| 9     | Ilona Gierak              | 182       | skrzydłowa   |
| 10    | Dominika Koczorowska      | 186       | środkowa     |
| 11    | Lucie Muhlsteinova        | 181       | rozgrywająca |
| 12    | Izabela Żebrowska         | 189       | atakująca    |
|       | Dariusz Luks              | I trener  | I trener     |
|       | Rafał Prus                | II trener | II trener    |

| Numer | Nazwisko              | Wzrost   | Pozycja      |
| ----- | --------------------- | -------- | ------------ |
| 1     | Paulina Dudkiewicz    | 192      | środkowa     |
| 2     | Dorota Ściurka        | 180      | przyjmująca  |
| 3     | Magdalena Banecka     | 174      | libero       |
| 4     | Anna Związek          | 190      | przyjmująca  |
| 5     | Karolina Olczyk       | 173      | rozgrywająca |
| 6     | Marta Łukaszewska     | 184      | skrzydłowa   |
| 7     | Justyna Ordak         | 176      | rozgrywająca |
| 8     | Katarzyna Zaroślińska | 188      | atakująca    |
| 9     | Ewelina Dązbłaż       | 183      | środkowa     |
| 11    | Agata Wilk            | 170      | atakująca    |
| 13    | Małgorzata Skorupa    | 183      | środkowa     |
| 16    | Iwona Niedźwiecka     | 185      | uniwersalna  |
|       | Wiesław Popik         | I trener | I trener     |

| Numer | Nazwisko              | Wzrost    | Pozycja      |
| ----- | --------------------- | --------- | ------------ |
| 1     | Agnieszka Starzyk     | 177       | przyjmująca  |
| 2     | Katarzyna Mroczkowska | 180       | środkowa     |
| 6     | Marta Haładyn         | 179       | rozgrywająca |
| 7     | Aleksandra Kruk       | 180       | przyjmująca  |
| 8     | Aleksandra Krzos      | 181       | przyj/libero |
| 9     | Marta Czerwińska      | 180       | przyjmująca  |
| 10    | Bogumiła Barańska     | 179       | przyjmująca  |
| 11    | Agnieszka Jagiełło    | 166       | przyj/libero |
| 12    | Małgorzata Kupisz     | 171       | rozgrywająca |
| 13    | Aleksandra Szafraniec | 190       | środkowa     |
| 16    | Zuzanna Efimienko     | 196       | środkowa     |
|       | Rafał Błaszczyk       | I trener  | I trener     |
|       | Robert Kupisz         | II trener | II trener    |

| Numer | Nazwisko             | Wzrost    | Pozycja        |
| ----- | -------------------- | --------- | -------------- |
| 1     | Maja Tokarska        | 193       | środkowa       |
| 2     | Karolina Czaja       | 184       | środkowa       |
| 3     | Martyna Szynkowska   | 182       | rozgrywająca   |
| 4     | Katarzyna Wellna     | 184       | atakująca      |
| 5     | Małgorzata Łysiak    | 180       | środkowa       |
| 6     | Natalia Nuszel       | 180       | przyjęcie/atak |
| 8     | Aleksandra Pasznik   | 182       | rozgrywająca   |
| 9     | Elżbieta Skowrońska  | 183       | przyjmująca    |
| 10    | Aleksandra Szymańska | 186       | środkowa       |
| 11    | Paula Liedtke        | 179       | przyjmująca    |
| 12    | Daria Bąkowska       | 171       | libero         |
| 14    | Tamara Kaliszuk      | 182       | atakująca      |
| 15    | Natalia Ziemcowa     | 184       | środkowa       |
| 16    | Agata Durajczyk      | 170       | libero         |
| 18    | Paulina Szpak        | 184       | rozgrywająca   |
|       | Grzegorz Wróbel      | I trener  | I trener       |
|       | Paweł Kramek         | II trener | II trener      |

## Transfery
| Calisia Kalisz | Calisia Kalisz |
| Przychodzą | Odchodzą |
| --- | --- |
| Anita Chojnacka (Farmutil Piła) Dominika Sieradzan (Farmutil Piła) Ewelina Toborek (Gwardia Wrocław) Marta Kuehn-Jarek (Farmutil Piła) | trener Igor Prielożny (BKS Aluprof Bielsko-Biała) Milada Spalova (VK Prostejov – CZE) Fernanda de Oliveira (szuka klubu) Eleonora Dziękiewicz (Aluprof Bielsko-Biała) Helena Horka (Aluprof Bielsko-Biała) Anna Barańska (Aluprof Bielsko-Biała) Agata Sawicka (Aluprof Bielsko-Biała) Izabela Żebrowska (AZS Białystok) |

| Farmutil Piła | Farmutil Piła |
| Przychodzą | Odchodzą |
| --- | --- |
| Joanna Frąckowiak (AZS AWF Poznań) Gabriela Wojtowicz (Muszynianka Muszyna) Milena Sadurek (Aluprof Bielsko-Biała) Paulina Maj (Aluprof Bielsko-Biała) Elena Hendzel (AZS Białystok) Edyta Kucharska (Aluprof Bielsko-Biała) Ewa Kasprów (Gedania Gdańsk) | Julia Szeluchina (Budowlani Łódź) Katarzyna Skorupa (Aluprof Bielsko-Biała) Anna Manikowska (AZS Białystok) Anita Chojnacka (Winiary Kalisz) Dominika Sieradzan (Winiary Kalisz) Marta Kuehn-Jarek (Winiary Kalisz) |

| Centrostal Bydgoszcz | Centrostal Bydgoszcz |
| Przychodzą | Odchodzą |
| --- | --- |
| Monika Smák Izabela Kasprzyk (Skra Bełchatów) Dominika Nowakowska (Sokół Chorzów) Katarzyna Mróz (Wisła Kraków) Tatiana Gordiejewa (AZS Białystok) | Swietłana Gałkina (szuka klubu) Marta Pluta (Budowlani Łódź) Dorota Ściurka (Stal Mielec) Alicja Malinowska (szuka klubu) Aleksandra Liniarska (MKS Dąbrowa Górnicza) Petia Cekowa (szuka klubu) Dominika Leśniewicz (szuka klubu) |

| Aluprof Bielsko-Biała | Aluprof Bielsko-Biała |
| Przychodzą | Odchodzą |
| --- | --- |
| trener Igor Prielożny (Winiary Kalisz) Helena Horka (Winiary Kalisz) Berenika Tomsia (Gedania Gdańsk) Eleonora Dziękiewicz (Winiary Kalisz) Anna Barańska (Winiary Kalisz) Katarzyna Skorupa (Farmutil Piła) Agata Sawicka (Winiary Kalisz) | Edyta Kucharska (Farmutil Piła) Beata Strządała (MKS Dąbrowa Górnicza) Joanna Staniucha-Szczurek (MKS Dąbrowa Górnicza) Katarzyna Jaszewska (Budowlani Łódź) Paulina Maj (Farmutil Piła) Milena Sadurek (szuka klubu) |

| Muszynianka Muszyna | Muszynianka Muszyna                                                                                           |
| Przychodzą | Odchodzą |
| --- | --- |
| Joanna Kaczor (Gwardia Wrocław) Ivana Plchotova (Unicom Kerakoll Sassuolo – ITA) Monika Targosz (Wisła Kraków) Milena Rosner (Foppapedretti Bergamo – ITA) | Agata Karczmarzewska-Pura (AZS Białystok) Marlena Mieszała (AZS Białystok) Gabriela Wojtowicz (Farmutil Piła) |

| Impel Gwardia Wrocław                   | Impel Gwardia Wrocław |
| Przychodzą                              | Odchodzą |
| --------------------------------------- | --- |
| Marta Czerwińska (MKS Dąbrowa Górnicza) | Ewelina Toborek (Winiary Kalisz) Joanna Kaczor (Muszynianka Muszyna) Joanna Koprowska (szuka klubu) Marta Solipiwko (VK Doprastav Bratislava – SVK) |

| Gedania Żukowo                                                                          | Gedania Żukowo |
| Przychodzą                                                                              | Odchodzą |
| --------------------------------------------------------------------------------------- | --- |
| trener Grzegorz Wróbel (szuka klubu) Anna Sołodkowicz (powrót z urlopu macierzyńskiego) | trener Leszek Milewski (szuka klubu) Berenika Tomsia (Aluprof Bielsko-Biała) Kinga Kasprzak (szuka klubu) Natalia Kondracjewa (szuka klubu) Karolina Suwińska (Alpat Gdynia) Ewa Kasprów (Farmutil Piła) Marta Siwka (Piast Szczecin) |

| Stal Mielec | Stal Mielec |
| Przychodzą | Odchodzą |
| --- | --- |
| Anna Związek (Piast Szczecin) Dorota Ściurka (Centrostal Bydgoszcz) Justyna Ordak (AZS AWF Poznań) Kinga Zielińska (AZS AWF Poznań) Katarzyna Zaroślińska (Skra Bełchatów) | Kristiana Koleva (szuka klubu) Dorota Burdzel (urlop macierzyński) Dorota Wilk (Szóstka Biłgoraj) Paulina Peret (Szóstka Biłgoraj) |

| AZS Pronar Białystok | AZS Pronar Białystok |
| Przychodzą | Odchodzą |
| --- | --- |
| Izabela Żebrowska (Winiary Kalisz) Anna Manikowska (Farmutil Piła) Lucie Muhlstein (VK Doprastav Bratislava – SVK) Katarina Truchanova (VK Doprastav Bratislava – SVK) Agata Karczmarzewska-Pura (Muszynianka Muszyna) | Olga Leżenkina (szuka klubu) Marta Wrzesińska (szuka klubu) Dorota Wierkin (szuka klubu) Tatiana Gordiejewa (Centrostal Bydgoszcz) Olga Palczewska (szuka klubu) Justyna Sachmacińska (Piast Szczecin) Emilia Sekutowska (AZS KSZO Ostrowiec Św.) |

| MKS Dąbrowa Górnicza | MKS Dąbrowa Górnicza |
| Przychodzą | Odchodzą |
| --- | --- |
| trener Waldemar Kawka Aleksandra Liniarska (Centrostal Bydgoszcz) Joanna Staniucha-Szczurek (Aluprof Bielsko-Biała) Magdalena Sadowska (VfB Suhl – GER) Beata Strządała (Aluprof Bielsko-Biała) Magdalena Śliwa (Wisła Kraków) Małgorzata Cieśla (AZS AWF Poznań) | trener Wiesław Popik (szuka klubu) Ewa Cabajewska (szuka klubu) Marta Czerwińska (Gwardia Wrocław) Anna Białobrzeska (szuka klubu) Karolina Pazderska (MOSiR Mysłowice) Magdalena Piątek (kontuzja) |